# NGC 5639
NGC 5639 (również PGC 51730 lub UGC 9290) – galaktyka spiralna (Sc), znajdująca się w gwiazdozbiorze Wolarza. Odkrył ją John Herschel 15 maja 1830 roku.